# Jett Howard
Jett Howard (ur. 14 września 2003 w Chicago) – amerykański koszykarz, występujący na pozycji rzucającego obrońcy, obecnie zawodnik Orlando Magic.
W 2022 wystąpił w meczu gwiazd szkół średnich – Jordan Brand Classic.
W 2023 reprezentował Orlando Magic podczas rozgrywek letniej ligi NBA w Las Vegas.

## Osiągnięcia
Stan na 23 listopada 2023, na podstawie, o ile nie zaznaczono inaczej.
NCAA
- Uczestnik rozgrywek Sweet 16 turnieju NCAA (2017)
- Zaliczony do:
  - I składu:
    - najlepszych zawodników pierwszorocznych Big 10 (2023)
    - turnieju Legends Classic (2023)

  - III składu Big Ten (2023)
  - składu honorable mention Big Ten (2023 przez media)
- Najlepszy pierwszoroczny koszykarz tygodnia konferencji Big Ten (14.11.2022)